# Karel Spáčil
Karel Spáčil (* 18. května 2003 Prostějov) je český profesionální fotbalista, který hraje na pozici středního obránce za český klub FC Hradec Králové, kde je na hostování z Viktorie Plzeň, a za český národní tým do 21 let.

## Klubová kariéra

### Prostějov
Spáčil je odchovancem prostějovského fotbalu. V roce 2022 působil Spáčil v olomouckém krajském přeboru v dresu Lipové.
V únoru 2023 odešel Spáčil na půlroční hostování do třetiligového Blanska. Stal se rychle stabilním členem základní sestavy a pomohl klubu k umístění v klidném středu tabulky MSFL. Následně se Spáčil vrátil v létě 2023 do Prostějova.
Podzimní část sezóny 2023/24 strávil Spáčil v druhé lize, nastoupil do 12 utkání. Prostějovu patřila po polovině sezóny poslední 16. příčka v druhé nejvyšší české soutěži, ale i přesto si Spáčil svými výkony zajistil přestup do první ligy.

### Hradec Králové
V únoru 2024 Spáčil přestoupil do Hradce Králové. Ihned se stal členem základní sestavy trenéra Václava Kotala a svou pozici si udržel i po příchodu Davida Horejše na lavičku hradeckého mužstva. 2. března vstřelil Spáčil svůj první gól v nejvyšší soutěži, a to při remíze 1:1 s Jabloncem. V jarní části sezóny 2023/24 nastoupil Spáčil do 15 prvoligových utkání, v nichž vstřelil 3 branky.
V prvním kole sezóny 2024/25 vstřelil Spáčil v 95. minutě jedinou branku utkání proti Teplicím. Stal se stabilní oporou Hradce, a odehrál 31 zápasů.

### Viktoria Plzeň
V lednu 2025 o Spáčila projevila zájem Viktoria Plzeň, která s hráčem i klubem dosáhla dohody. Přestupová částka činila 40 milionů korun a Spáčil podepsal smlouvu do června 2028. Plzeň ho však ponechala na hostování v Hradci Králové do konce sezóny 2024/25.

## Reprezentační kariéra
Spáčil od roku 2023 působí v českých mládežnických reprezentacích.
V listopadu 2024 pomohl Spáčil jako člen základní sestavy k postupu Lvíčat na Mistrovství Evropy do 21 let 2025. Trenér Jan Suchopárek ho nominoval i na závěrečný turnaj